# Unraid
 (avril 2023).
Si vous disposez d'ouvrages ou d'articles de référence ou si vous connaissez des sites web de qualité traitant du thème abordé ici, merci de compléter l'article en donnant les références utiles à sa vérifiabilité et en les liant à la section « Notes et références ».

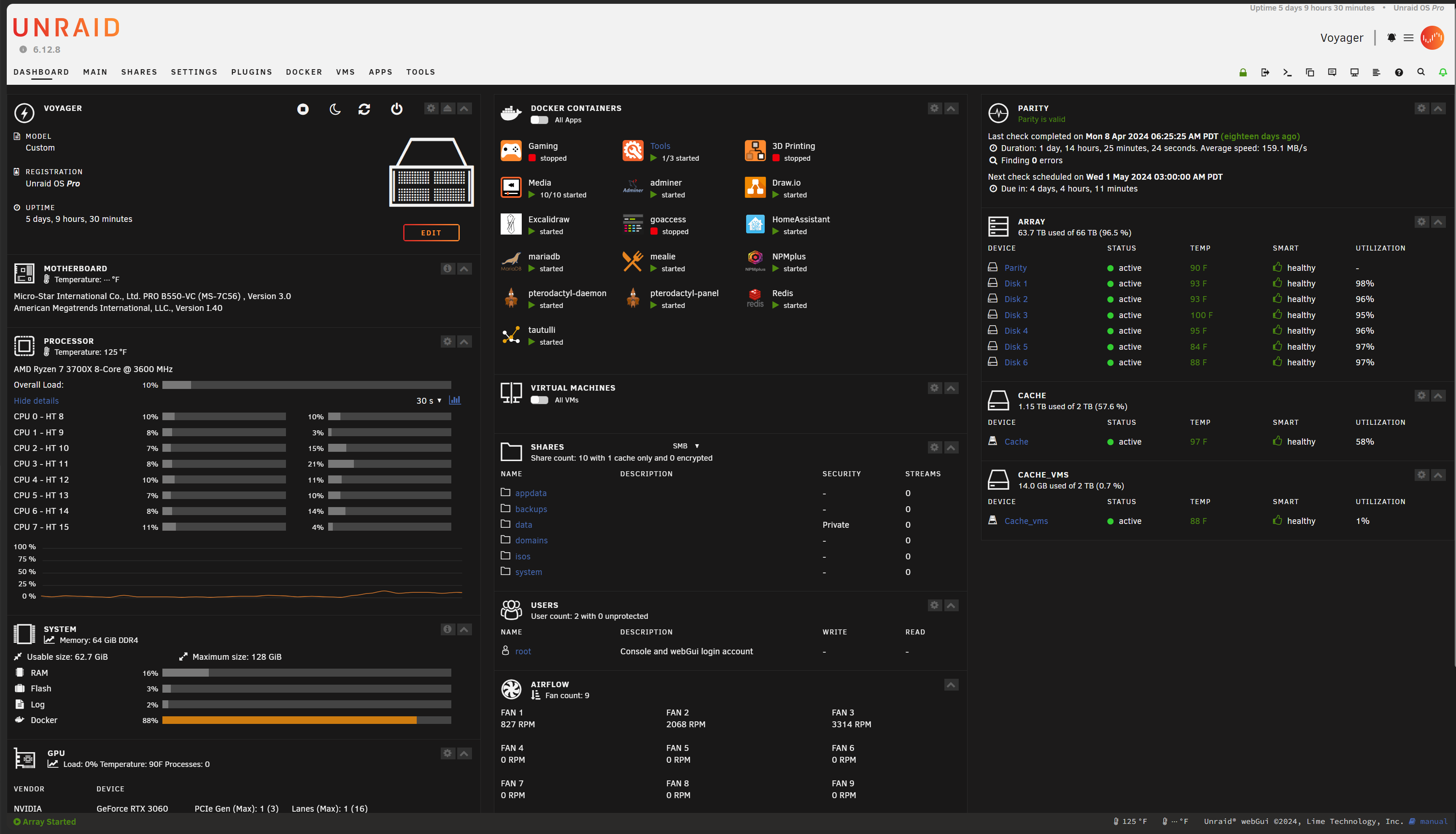
Interface de gestion et monitoring d'Unraid

Unraid est un système d'exploitation propriétaire basé sur Linux et conçu pour fonctionner sur des configurations de serveur multimédia domestique et qui fonctionne comme élément de stockage en réseau, de serveur d'applications ou de serveur de virtualisation. Unraid est un logiciel propriétaire développé et maintenu par Lime Technology, Inc. Les utilisateurs du logiciel sont encouragés à écrire et à utiliser des extensions (plugins) et des applications Docker pour étendre les fonctionnalités du système.
Unraid est basé sur Linux Slackware. Les systèmes de fichiers pris en charge sont notamment XFS, Btrfs et ReiserFS. ReiserFS est indiqué uniquement pour des raisons d'héritage et de compatibilité descendante, et en règle générale, ne doit pas être utilisé sur les nouvelles implémentations. Unraid peut s'exécuter sur n'importe quel PC, à la condition que la carte mère donne la possibilité d’amorcer  sur une clé USB.